# 3M8S
3M8S (uitgesproken als Three mates, dus 'Drie Makkers') is een Vlaamse boysband.
In mei 2012 besloten Dean Delannoit en de Idool-finalisten Dennis en Kevin, naast hun soloactiviteiten, ook als driekoppige boysband op te treden, met een Engelstalige repertoire. De naam is aan de hand van een wedstrijd van het jongeren weekblad 'JOEPIE' gekozen.
Ze waren op tv meermaals te gast in Ketnet King Size, waarna de VRT-jeugdzender een clip van hun optreden (zoals bij enkele andere lievelingen van zijn publiek) herhaaldelijk heeft heruitgezonden. 
In december 2013 kondigde de boysband aan te zullen stoppen. Ze wilden zich concentreren op een solocarrière.

## Discografie

### Albums
| Album met hitnotering(en) in de Vlaamse Ultratop 200 albums | Datum van verschijnen | Datum van binnenkomst | Hoogste positie | Aantal weken | Opmerkingen |
| ----------------------------------------------------------- | --------------------- | --------------------- | --------------- | ------------ | ----------- |
| Growing Up In Public                                        | 29-10-2012            | 17-11-2012            | 121             | 2            | Goud        |

### Singles
| Single met hitnotering(en) in de Vlaamse Ultratop 50 | Datum van verschijnen | Datum van binnenkomst | Hoogste positie | Aantal weken | Opmerkingen                 |
| ---------------------------------------------------- | --------------------- | --------------------- | --------------- | ------------ | --------------------------- |
| (Before) Summer's gone                               | 11-06-2012            | 14-07-2012            | 19              | 8            | Nr. 4 in de Radio 2 Top 30  |
| Back in September (Back to skool)                    | 20-08-2012            | 08-09-2012            | 20              | 5            | Nr. 8 in de Radio 2 Top 30  |
| LoveStoned                                           | 15-10-2012            | 27-10-2012            | 21              | 8            | Nr. 17 in de Radio 2 Top 30 |
| Don't you worry child                                | 11-02-2013            | 02-03-2013            | 30              | 4            | Nr. 23 in de Radio 2 Top 30 |
| My island                                            | 17-06-2013            | 29-06-2013            | 22              | 9            | Nr. 10 in de Radio 2 Top 30 |
| High hopes                                           | 12-11-2013            | 23-11-2013            | 10              | 1*           |                             |